# 居爾登湖
52°11′01″N 13°38′31″E / 52.183477°N 13.641994°E

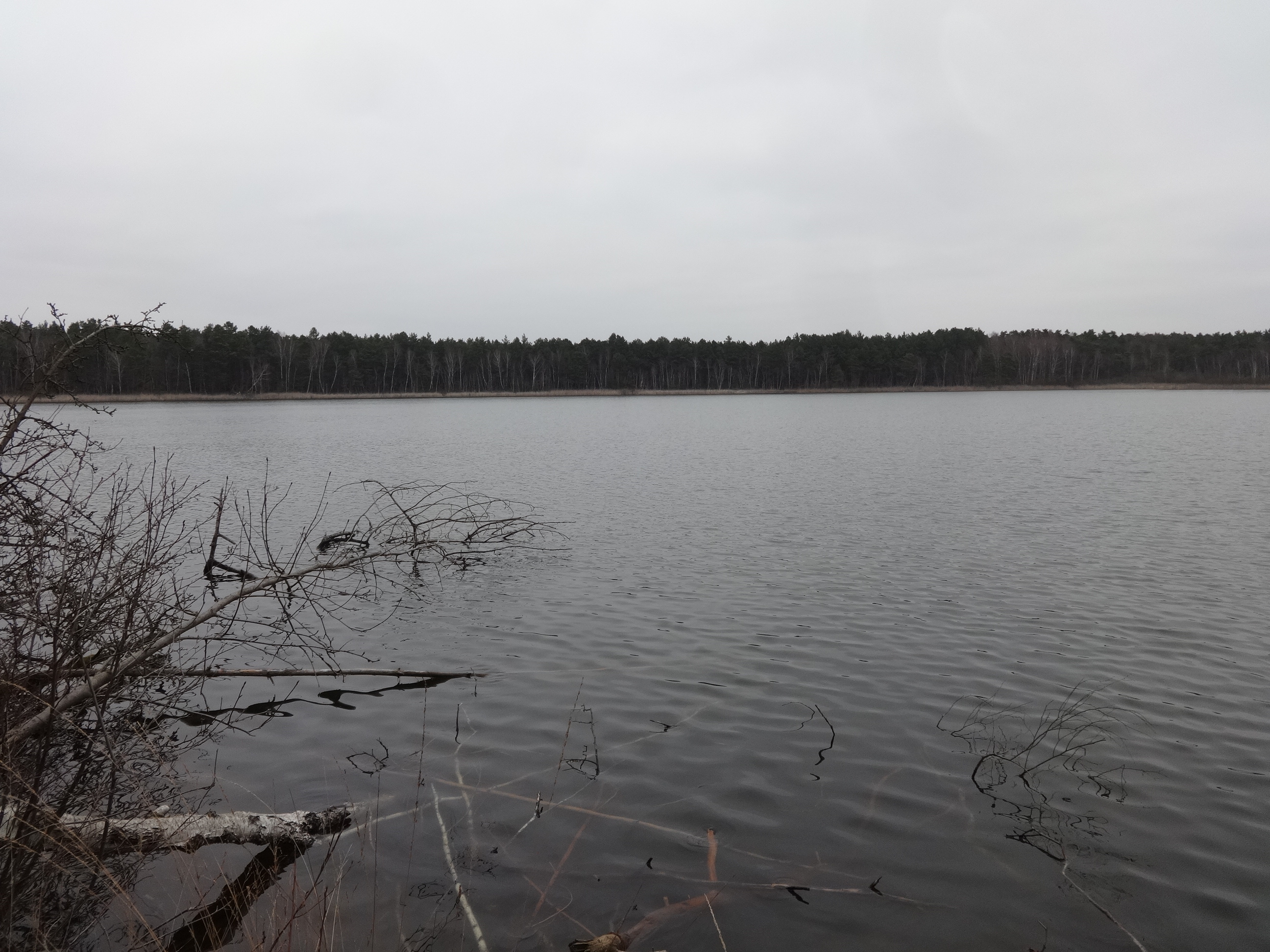

居爾登湖（德語：Güldensee），是德國的湖泊，位於該國西南部，由勃蘭登堡州負責管轄，處於達默-施普雷瓦爾德縣，長0.6公里、寬0.5公里，面積0.002平方公里。